# Vilaines Pensées
 (janvier 2021).
Vilaines Pensées (Wicked Deeds) est un téléfilm érotique américain réalisé par Seth Kieffer, diffusé en 2016.

## Synopsis[1]
Kira et Roy forment un couple heureux. Quand l'homme annonce qu'il doit s'absenter quelques jours pour le travail, son épouse lui confie avoir peur de rester seule dans leur grande maison. Il lui propose alors d'appeler sa sœur, Rose, afin qu'elle vienne lui tenir compagnie. Le lendemain matin, elle reçoit un appel anonyme menaçant la vie de son mari s'il revient de son voyage. Celui-ci étant injoignable, elle suit ses conseils et prend contact avec Rose, qui vient la rejoindre.

## Fiche technique
- Titre : Vilaines pensées
- Titre original : Wicked Deeds[2]
- Réalisation : Seth Kieffer
- Casting : Robert Lombard
- Chef décorateur : Brooks Fairley
- Scénario original : Denise Monroe
- Costume : Kamara Scher
- Montage : Michael Gilmore
- Photographie : Lex Lynne Smith
- Pays d'origine : États-Unis
- Langue originale : anglais
- Producteur : Georgia Somner
- Producteur exécutif : Shelli Anderson
- Société de production : MRG Entertaiment
- Société de doublage pour la version française : Les Studios de Saint Maur
- Genre : téléfilm érotique
- Format : couleur
- Durée : 94 minutes
- Date de diffusion :
  - États-Unis : 1er février 2016
  - France : 1er mai 2016

## Distribution
- Anna Morna : Kira
- Chanel Preston : Rose
- Chad White : Roy
- Silvia Sage : Tracy
- Ryan Mclane : Derrick
- Billy Chappell : Brad
- Robert Baldwin : le docteur

## Diffusions françaises
La première diffusion en France a lieu le 1er mai 2016 sur C Star et attire 458 000 téléspectateurs. Il est rediffusé de nombreuses fois, notamment le 1er mai 2016 où il attire 458 000 amateurs avec un pic à 850 000 et aussi le dimanche 18 juin 2017 où il a attiré 310 000 téléspectateurs.